# Municipio Delicias
Koordinaten: 28° 6′ N, 105° 30′ W
Delicias ist ein Municipio mit etwa 138.000 Einwohnern im mexikanischen Bundesstaat Chihuahua. Das Municipio hat eine Fläche von 533,9 km². Verwaltungssitz des Municipios sowie sein größter Ort ist das gleichnamige Delicias.

## Geographie
Das Municipio Delicias liegt im Zentrum des Bundesstaats Chihuahua auf einer Höhe zwischen 1100 m und 1400 m. Das Municipio liegt vollständig in der physiographischen Provinz der Sierras y Llanuras del Norte, liegt zur Gänze in der hydrologischen Region Bravo-Conchos und entwässert in den Golf von Mexiko. Die Geologie des Municipios wird zu 50 % von Alluvionen bestimmt bei 44 % Konglomeratgestein; vorherrschende Bodentypen im Municipio sind der Cambisol, Calcisol (je 28 %), Kastanozem (24 %) und Chernozem (10 %). 59 % der Gemeindefläche werden ackerbaulich genutzt, 30 % werden von Gestrüpplandschaft eingenommen.
Das Municipio grenzt an die Municipios Rosales, Meoqui und Saucillo.

## Bevölkerung
Beim Zensus 2010 wurden im Municipio 137.935 Menschen in  39.093 Wohneinheiten gezählt. Davon wurden 1218 Personen als Sprecher einer indigenen Sprache registriert, darunter 308 Sprecher der Tarahumara-Sprache, 301 Sprecher des Zapotekischen, 153 Sprecher des Tlapanekischen und 144 Sprecher des Mixtekischen. 2,7 Prozent der Bevölkerung waren Analphabeten. 58.147 Einwohner wurden als Erwerbspersonen registriert, wovon 64 % Männer bzw. 5 % arbeitslos waren. Zwei Prozent der Bevölkerung lebten in extremer Armut.

## Orte
Das Municipio Delicias umfasst 317 bewohnte localidades, von denen neben dem Hauptort auch  Colonia Revolución und Miguel Hidalgo vom INEGI als urban klassifiziert sind. Neun Orte wiesen beim Zensus 2010 eine Einwohnerzahl von über 500 auf, 298 Orte hatten weniger als 100 Einwohner. Die größten Orte sind:
| Ort                                             | Einwohner |
| Delicias                                        | 118.071   |
| Colonia Revolución                              | 003.995   |
| Miguel Hidalgo                                  | 002.850   |
| Colonia Campesina                               | 002.365   |
| Colonia Nicolás Bravo (Kilómetro Noventa y Dos) | 001.772   |
| Colonia Terrazas                                | 001.602   |
| Colonia Abraham González (La Quemada)           | 001.404   |